# Ernst von Werlhof
Ernst Ludwig Wilhelm Heinrich von Werlhof (* 20. Februar 1853 in Celle; † 25. Dezember 1921) war ein sächsischer Generalmajor.

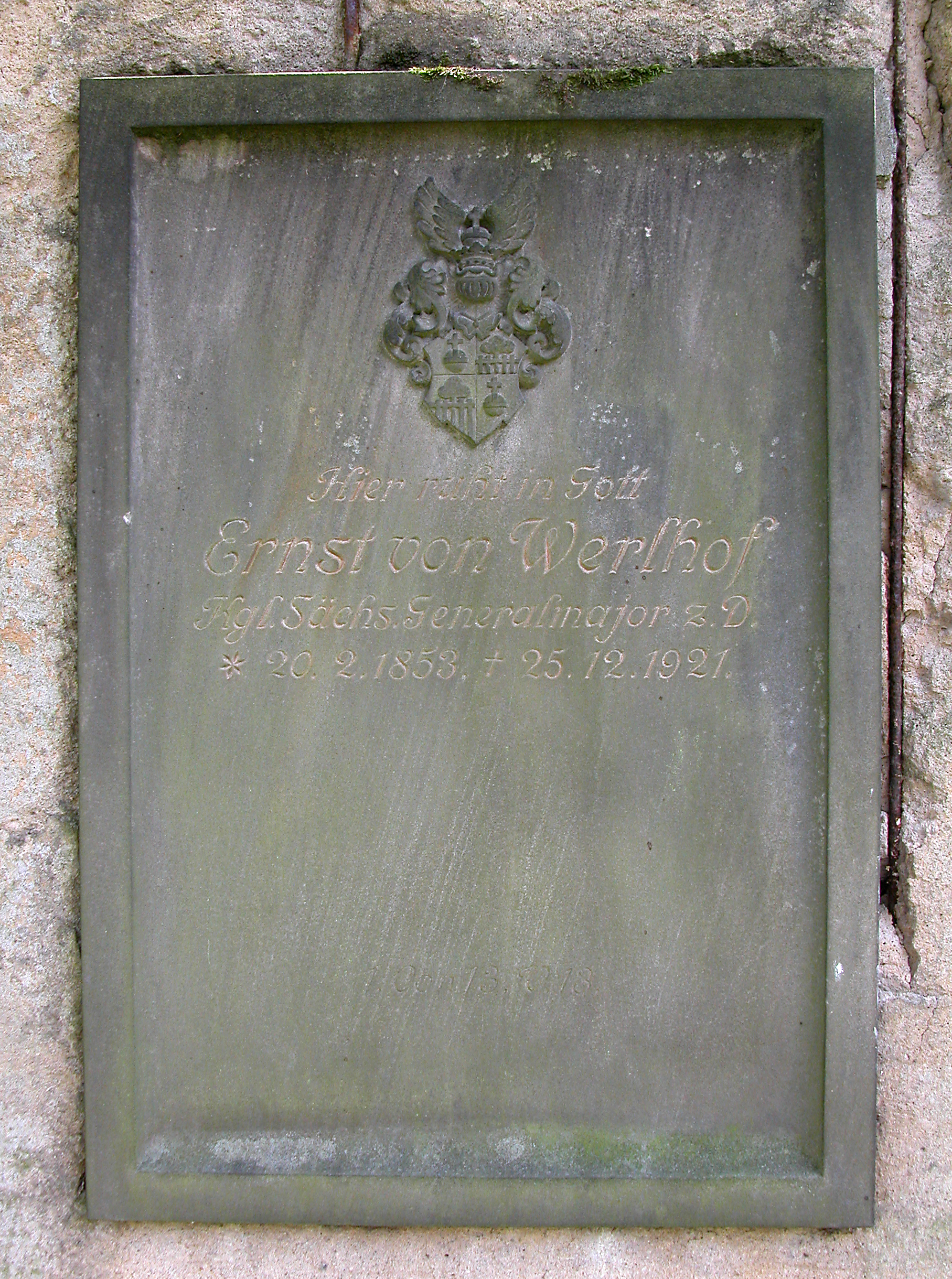
Grab auf dem Dresdner Nordfriedhof

## Leben

### Herkunft
Ernst entstammte der niedersächsischen Familie Werlhof. Er war ein Sohn des Justizrates August von Werlhof (1809–1895) und dessen erster Ehefrau Emilie, geborene von Berlepsch (1817–1855). Sein Urgroßvater Gottfried von Werlhof war am 18. März 1776 in den erblichen Reichsadelsstand erhoben worden. Er hatte sechs Geschwister, darunter der sächsische Generalmajor Gustav von Werlhof (1843–1908).

### Militärkarriere
Werlhof trat am 1. Dezember 1873 als Fähnrich in das 1. (Leib-) Grenadier-Regiment Nr. 100 der Sächsischen Armee in Dresden ein und avancierte bis Ende Oktober 1874 zum Sekondeleutnant. Als Kompanieoffizier war er von Februar 1878 bis September 1879 zur Dienstleistung an die Unteroffizierschule in Marienberg kommandiert. Anschließend absolvierte Werlhof zur weiteren Ausbildung für drei Jahre die Preußische Kriegsakademie in Berlin. Während dieses Kommandos wurde er unter Beförderung zum Premierleutnant Anfang April 1881 in das 3. Infanterie-Regiment Nr. 102 versetzt. Sechs Jahre später stieg er zum Hauptmann und Kompaniechef auf. Einen Monat nach seiner Beförderung zum Major wurde er am 17. Mai 1896 als Kommandeur des IV. Bataillons in das 2. Grenadier-Regiment Nr. 101 „Kaiser Wilhelm, König von Preußen“ versetzt. Im Jahr darauf übernahm Werlhof das I. Bataillon. Mit der Beförderung zum Oberstleutnant erfolgte am 19. September 1900 seine Versetzung als etatmäßiger Stabsoffizier nach Leipzig in das 10. Infanterie-Regiments Nr. 134. Unter Stellung à la suite der Armee wurde Werlhof mit dem Rang und den Gebührnissen eines Regimentskommandeurs am 22. März 1902 zum militärischen Mitglied des Reichsmilitärgerichts ernannt. In dieser Eigenschaft avancierte er am 19. Mai 1903 zum Oberst. Am 7. März 1907 wurde Werlhof mit Wirkung vom 31. März 1907 von seiner Stellung am Reichsmilitärgericht enthoben und daraufhin in Genehmigung seines Abschiedsgesuches mit Pension zur Disposition gestellt unter gleichzeitiger Verleihung des Charakters als Generalmajor. Anlässlich seiner Verabschiedung erhielt er die Erlaubnis zur Annahme des Kronen-Ordens II. Klasse.

### Familie
Werlhof verheiratet sich am 18. September 1880 in Dresden mit Alice Bremer (1860–1906). Nach ihrem Tod heiratete er am 5. März 1907 in Breslau Erna Freiin von Funck (1877–1946), Tochter des preußischen Generalleutnants Karl von Funck. Aus den Ehe gingen drei Söhne und eine Tochter hervor.

## Schriften
- Bernadotte und die Sachsen bei Wagram. In Militär-Wochenblatt. Beihefte 1911 (Digital)
- Polnische Geschichtsbilder. A. Felix, 1920